# Komunikacja miejska w Jaworze
Komunikacja miejska w Jaworze — system transportu miejskiego w Jaworze, organizowanego przez gminę miejską, funkcjonujący od 20 grudnia 2017 r. Operatorem jest spółka komunalna „Inwestycje“. Przejazdy są nieodpłatne.
Wcześniej, w latach 1979—2005 Jawor obsługiwały autobusy miejskie WPK i MPK Legnica, a w latach 1991—1998 istniała uzupełniająca linia miejska PKS. Przez kolejne 20 lat po mieście kursowali prywatni przewoźnicy drogowi.

## Historia

### Linia „14”
Po utworzeniu województwa legnickiego przemieszczanie się po Jaworze umożliwiały autobusy Wojewódzkiego Przedsiębiorstwa Komunikacyjnego z Legnicy (WPK). Linia nr „14” łącząca Jawor z ówczesną stolicą województwa została uruchomiona 7 października 1979 roku. Trasa łączyła funkcję połączenia międzymiastowego oraz komunikacji miejskiej. Według rozkładów jazdy sprzed likwidacji, w Jaworze funkcjonowało 14 przystanków, rozlokowanych wzdłuż ulic: Cukrowniczej, Starojaworskiej, Wrocławskiej, Rapackiego, Fryderyka Chopina i na Podzamczu. 
Po podziale i komunalizacji WPK w 1996 roku, wynikającej z transformacji ustrojowej i przekazania odpowiedzialności za lokalny transport zbiorowy samorządom gminnym, obsługę połączenia przejęło na zasadach komercyjnych Miejskie Przedsiębiorstwo Komunikacyjne w Legnicy. Finansowanie linii „14” przejęło od wojewody legnickiego miasto Jawor. 
Pod koniec 2005 roku gmina nie zgodziła się na podwyżkę opłat za usługi MPK Legnica, skutkiem czego od 1 stycznia 2006 roku popularna wśród mieszkańców linia „14” została zastąpiona połączeniami spółki PKS „Trans-Pol”.
Na skutek ograniczenia częstotliwości kursów na linii „14” w 1990 roku autobusy rano wyjeżdżały z Jawora do Legnicy, a w godzinach wczesnopopołudniowych wracały z Legnicy do Jawora, co nie zaspokajało potrzeb wewnątrz Jawora w godzinach porannego szczytu przewozowego. Zaistniała wówczas potrzeba usprawnienia dojazdów młodzieży szkolnej oraz pracowników dużych jaworskich zakładów produkcyjnych (Pollena, „Kuźnia Jawor”) z oddalonego o 8 kilometrów od centrum Starego Jawora i pobliskiego osiedla Fabrycznego. 

### Jaworska Komunikacja MiejskaPKS

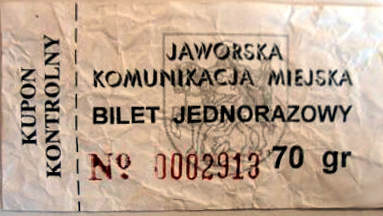
Bilet Jaworskiej Komunikacji Miejskiej z lat 90. XX w.

Od początku stycznia 1991 roku Zarząd Miasta Jawora zlecił placówce terenowej Państwowej Komunikacji Samochodowej w Jaworze kursy ze Starego Jawora do centrum miasta po godzinie 7:00 (2 kursy) i z powrotem po godzinie 14:00 (również 2 kursy). Wydatek budżetowy za zlecenie transportu dla PKS wynosił początkowo 15 milionów starych złotych rocznie. W tabelarycznych rozkładach jazdy wywieszonych na wszystkich przystankach publikowano ramowy rozkład czterech ponumerowanych kursów, o zróżnicowanej trasie, w zależności od pory. Każdy z kursów realizował trasę analogiczną do linii „14”, z dodatkowymi wjazdami na osiedle Słowiańskie, Fabryczne, przed Kuźnię i w okolice szpitala. Komunikacja była obsługiwana autobusem Autosan H9-21. Na przystankach ustawiono znaki z logotypem komunikacji miejskiej. Przejazdy były biletowane, a w autobusie był obecny konduktor.
W pierwszym roku funkcjonowania z Jaworskiej Komunikacji Miejskiej skorzystało 40 174 osób, w roku 1992 - 41 739 osób. W kolejnych latach przewożono przeciętnie 50 000 pasażerów rocznie. Siatka kursów komunikacji miejskiej PKS w latach 1995–1996 obejmowała: osiedla Słowiańskie, Przyrzecze i Piastowskie; ulice Rapackiego, Wrocławską, Armii Krajowej, Kościuszki i Chopina w śródmieściu; ulice Kuźniczą i Wiejską na Zatorzu oraz ul. Mickiewicza do ulic Norwida i Sienkiewicza na Zanysiu. 
Jaworska Komunikacja Miejska funkcjonowała w niezmienionym kształcie (tabor, częstotliwość) do końca kadencji samorządowej 1994-1998.

### Linia komercyjna
Po rezygnacji samorządu z wykupu kursów w PKS, przewozy między Starym Jaworem a Podzamczem w latach 1998–2015 podejmowali kolejni prywatni przewoźnicy. 
Autobus kursował co godzinę, od godziny 7:00 do 17:00. Połączenie było realizowane tylko w dni robocze. Przez lata na linii kursowały kolejno: Jelcz L11, Autosan H9-21, następnie mikrobusy, należące do różnych przewoźników.
W okresie przerwy w funkcjonowaniu komercyjnych przewoźników na linii miejskiej, w październiku 2010 r. przejściowo komunikację miejską w Jaworze ponownie obsługiwały autobusy spółki PKS „Trans-Pol”.

### Komunalna komunikacja miejska

#### Przyczyny powstania
Po rezygnacji przewoźnika, który jako ostatni obsługiwał mikrobusem relację Podzamcze – Stary Jawor w styczniu 2015 roku, mieszkańcy ulicy Starojaworskiej za pośrednictwem interpelacji radnych uskarżali się na dotkliwy brak komunikacji z centrum. Zgłoszenia mieszkańców i wzmagająca się kongestia skłoniła urząd miasta do oceny zasadności uruchomienia pierwszej w historii miasta komunalnej komunikacji miejskiej o charakterze publicznego transportu zbiorowego. 
Na przyspieszenie prac nad komunikacją miejską miał wpływ wybór Starego Jawora na lokalizację fabryki Daimler AG w podstrefie Legnickiej Specjalnej Strefy Ekonomicznej utworzonej w sąsiedztwie budowanej drogi ekspresowej S3, nieopodal zamkniętej w 2004 roku cukrowni.

#### Próba pozyskania taboru elektrycznego
Władze miejskie zamierzały uruchomić komunikację w oparciu o elektrobusy ze wsparciem finansowym Unii Europejskiej. 20 lutego 2017 roku samorządowcy byli w gronie 41 sygnatariuszy listu intencyjnego podpisanego z Ministerstwem Rozwoju w sprawie partycypacji w programie rozwoju elektromobilności w Polsce. Jawor zamierzał pozyskać w ramach programu cztery autobusy klasy MINI lub MIDI i przeznaczyć je do obsługi miasta oraz połączeń z sąsiednimi gminami. 
Na początku lutego 2018 r. Jawor nie znalazł się wśród 26 beneficjentów programu – dofinansowanie otrzymały gminy z funkcjonującym transportem publicznym.

#### Analizy i testy
Uruchomienie komunikacji miejskiej w Jaworze poprzedziła analiza ekonomiczna. 
W niedzielę, 18 czerwca 2017 roku podczas dorocznego jaworskiego festynu „Dni Jawora” przeprowadzono testy drogowe przyszłej komunikacji. Na trasie dawnej linii „14” przedłużonej do ośrodka wypoczynkowego Jawornik, gdzie odbywał się festyn, zaplanowano 6 par kursów. Połączenie testowe obsługiwał autobus demonstracyjny Mercedes-Benz Conecto LF.

#### Wybór operatora
Początkowo, w styczniu 2015 roku urzędnicy zastanawiali się między zleceniem komunikacji na zewnątrz, a powierzeniem jej spółce komunalnej. Finalnie, rolę operatora publicznego transportu zbiorowego powierzono bezpośrednio będącej własnością miasta spółce „Inwestycje”, odpowiedzialnej za gospodarkę komunalną.
Podczas sesji rady miasta poświęconej uruchomieniu komunikacji miejskiej zapowiedziano, że w miarę rozwoju systemu ze spółki „Inwestycje” zostanie wyodrębnione Miejskie Przedsiębiorstwo Komunikacyjne.
Rozporządzenie Unii Europejskiej w sprawie pomocy publicznej (1370/2007) nakłada na organizatorów obowiązek obwieszczenia na rok przed bezpośrednim powierzeniem przewozów takiego zamiaru. Warunkiem odstępstwa, z którego skorzystał Jawor, jest zawarcie umowy na przewozy o wymiarze mniejszym niż 50 000 kilometrów rocznie. Bezpośredni wybór operatora bez uprzedniego ogłoszenia ograniczył możliwość swobodnego zaprojektowania sieci połączeń. 
W pierwszej kolejności przygotowano uruchomienie linii nr „1”, łączącej osiedla najdalej położonych od centrum – Starego Jawora i rejonu ulicy Reymonta – ze szkołami, zakładami pracy, placówkami służby zdrowia i dworcem kolejowym. 

#### Kwestie finansowe
Ze względów społecznych postanowiono, że podobnie jak wcześniej uczyniono w Lubinie i Polkowicach, również w Jaworze przejazdy komunikacją miejską będą dla pasażerów bezpłatne. 
Analiza przedwdrożeniowa wykazała, że przy możliwych do osiągnięcia wpływach z tytułu sprzedaży biletów, szacowanych na 15 000 złotych rocznie, koszt dystrybucji i kontroli biletów oraz instalacji kasowników przewyższyłby uzyskiwane wpływy. Decyzję o zniesieniu odpłatności za przejazdy komunikacji miejskiej w Jaworze podjęła rada miejska podczas sesji 2 października 2018 r. Za uruchomieniem przewozów i rezygnacją z pobierania opłat za przejazd było 18 spośród 20 radnych, natomiast dwoje radnych wstrzymało się od głosu.
Na etapie planowania oszacowano, że roczne funkcjonowanie komunikacji miejskiej obciąży budżet gminy wydatkiem 400 tysięcy złotych, z zastrzeżeniem, że kwota ta może wzrosnąć o 20%.

#### Przetarg na dostawę taboru
14 listopada 2017 roku spółka „Inwestycje” ogłosiła przetarg nieograniczony na zakup wraz z dostawą do siedziby Zamawiającego 2 sztuk używanych, niskopodłogowych autobusów miejskich. Spółka wymagała dostarczenia dwóch używanych autobusów niskopodłogowych jednej marki, wyprodukowanych w roku 2007 bądź nowszych, o długości od 10 do 12,5 m i napędzie spalinowym silnikami spełniającymi europejską normę emisji spalin EURO 4. Początkowo wymagano udzielenia miesięcznej gwarancji, odstępując od tego wymogu po odwołaniu oferenta od zapisów SIWZ.
Spółka wymagała dostarczenia pojazdów do Jawora w terminie nie późniejszym niż 14 dni od rozstrzygnięcia postępowania. Kryterium ceny otrzymało wagę 60% punktów możliwych do zdobycia, a kryterium terminu dostawy – pozostałe 40%. 
Zamówienie udzielono spółce MAN Trucks & Bus Polska Sp. z o.o. z Wolicy, która złożyła jedyną ofertę w postępowaniu, otrzymując 75 punktów na 100 możliwych za złożoną ofertę. Wyboru dostawcy dokonano 5 grudnia 2017 r. 

#### Zatrudnienie pracowników
Na potrzeby obsługi komunikacji miejskiej, spółka „Inwestycje” zatrudniła przed rozpoczęciem przewozów 2 doświadczonych kierowców.

#### Uruchomienie przewozów
Jaworską Komunikację Miejską w nowej formule uruchomiono 19 grudnia 2017 roku. Na Rynku, przed ratuszem zorganizowany został happening inauguracyjny z udziałem burmistrza, służb mundurowych, słuchaczy Uniwersytetu Trzeciego Wieku i dzieci. Autobusy poświęcił duchowny rzymskokatolicki. 
Regularne przewozy rozpoczęto 20 grudnia 2017.

## Trasy
Przewozy uruchomiono na jednej, oznaczonej numerem „1” linii o długości 8,9 km między Starym Jaworem a ulicą Reymonta. Podobnie jak komunikacja miejska z lat 90., w godzinach dowozów do zakładów i szkół autobus realizuje kursy w głąb osiedli. Częstotliwość kursowania jest wyższa niż w latach dziewięćdziesiątych – zaplanowano od początku osiem kursów w dni robocze oraz dwa w dni wolne od pracy. 
Od 16 października 2018 r. uruchomiono dodatkowy, dziewiąty kurs w dni robocze w godzinach porannych.

### Perspektywy
Jeszcze podczas happeningu inauguracyjnego jaworskiej komunikacji w roku 2017 poinformowano o pracach nad linią nr „2”. Trasa ma połączyć osiedle Metalowców, szpital i zakłady „Kuźnia Jawor” z podstrefą Legnickiej Specjalnej Strefy Ekonomicznej w Starym Jaworze. 
Podczas inauguracji burmistrz Jawora zadeklarował możliwość rozszerzenia transportu komunalnego na okoliczne gminy (Jawor otaczają: Męcinka, Mściwojów, Paszowice i Wądroże Wielkie), w przypadku zainteresowania partycypacją w systemie ze strony samorządów.
Do takiej współpracy potencjalnie gotowy jest powiat jaworski, który już 7 grudnia 2015 roku opublikował w Biuletynie Informacji Publicznej wymagane prawem Ogłoszenie o zamiarze przeprowadzenia postępowania o udzielenie zamówienia na  świadczenie usług w zakresie publicznego transportu drogowego. W ogłoszeniu powiat zadeklarował, że wybierze operatora połączeń w trybie przewidzianym przez Prawo zamówień publicznych.

## Tabor
Do obsługi połączeń zakupiono dwa używane autobusy niskopodłogowe klasy MIDI, typu MAN NM243 (A66) z 2007 roku o pojemności 66 miejsc, w tym 29 siedzących każdy. Pojazdy dostarczył polski dystrubutor producenta, po uprzednio wygranym przetargu i odnowieniu pojazdów, za łączną kwotę 371 460 zł brutto. 
Każdy z autobusów w momencie dostarczenia posiadał udokumentowany przebieg ok. 590 000 km.
| Typ autobusu                                | Rok wprowadzenia                            | przewóz osób na wózkach                     | Liczba |
| ------------------------------------------- | ------------------------------------------- | ------------------------------------------- | ------ |
| MAN NM243.2                                 | 2011                                        | przewóz osób na wózkach                     | 2      |
| Mercedes-Benz Conecto G                     | 2022                                        | przewóz osób na wózkach                     | 1      |
| Solaris Urbino 12                           | 2022                                        | przewóz osób na wózkach                     | 1      |
| Solaris Urbino 15                           | 2022                                        | przewóz osób na wózkach                     | 1      |
| Solaris Urbino 12 Electric                  | 2025                                        | przewóz osób na wózkach                     | 2      |
| Solaris Urbino 18 Electric                  | 2025                                        | przewóz osób na wózkach                     | 1      |
| Wszystkie pojazdy                           | Wszystkie pojazdy                           | Wszystkie pojazdy                           | 5      |
| Udział autobusów niskowejściowych we flocie | Udział autobusów niskowejściowych we flocie | Udział autobusów niskowejściowych we flocie | 100%   |

### Perspektywy
Jaworski Urząd Miasta zadeklarował podjęcie kolejnych prób pozyskania środków z funduszy pomocowych Unii Europejskiej na zakup kolejnych, fabrycznie nowych pojazdów dla komunikacji.